# 趙炳漢
趙 炳漢（チョ・ビョンハン、朝鮮語: 조병한/趙炳漢、1902年11月10日 - 没年不詳）は、大韓民国の実業家、政治家。制憲韓国国会議員。

## 経歴
慶尚北道聞慶郡（現・聞慶市）出身。聞慶公立普通学校（現・聞慶初等学校）、大邱高等普通学校、旧制の第三高等学校、東京帝国大学（現・東京大学）法学部卒。
株式会社テドン貿易公社社長、マンジュ家畜振興株式会社監査役などを務めた。朝鮮戦争時の1950年9月2日、鐘路区にて北朝鮮側の関係者3名により拉致された。
1956年7月より在北平和統一促進協議会中央委員を務め
、1958年に江界市方面の農場に移住したとされるが、以後消息不明。